# Чої-Мару
Чої-Мару (Choi Maru) — транспортне судно, яке під час Другої світової війни брало участь у операціях японських збройних сил на Тихому океані.
Судно спорудили в 1943 році на верфі Kawakami Zosen у Кобе для компанії Taito Kisen Goshi.
З квітня по листопад 1943-го судно курсувало між Японією та портами Північного Китаю і Кореї, зокрема, неодноразово відвідувало Тяньцзінь, Дайрен (наразі Далянь), Сейто (наразі Ціндао).
В листопаді 1943-го «Чої-Мару» реквізували для потреб Імперського флоту Японії. 3 грудня 1943-го судно вийшло з Куре та попрямувало до Нідерландської Ост-Індії. Наступні кілька місяців воно здійснювало тут рейси між Амбоном (південна частина Молуккського архіпелагу), островом Хальмахера (північна частина Молуккського архіпелагу), Кендарі (південно-східний півострів острова Сулавесі), Макассаром (південно-західний півострів Сулавесі), Балікпапаном (центр нафтовидобувної промисловості на східному узбережжі Борнео).
11 травня 1944-го «Чої-Мару» прямувало в конвої з Кендарі на Амбон. За дві години по опівдні японський загін помітили з американського підводного човна USS Rasher, який провів з підводного положення дві невдалі атаки з використанням шести торпед. Субмарина й далі переслідувала конвой та увечері провела ще одну безрезультатну атаку, випустивши три торпеди з надводного положення. Нарешті за годину до опівночі в районі за дві з половиною сотні кілометрів на захід від Амбону з USS Rasher дали ще один залп із чотирьох торпед, одна з яких уразила «Чої-Мару». Судно загорілось та за кілька хвилин після настання 12 травня затонуло, загинули 22 члени екіпажу.